# Camille Cavallier
Camille Cavallier (Pont-à-Mousson, 19 maggio 1854 – Maxéville, 10 giugno 1926) è stato un imprenditore francese, che diresse per il primo quarto del XX secolo la Compagnia di Pont-à-Mousson.

## Biografia

### Istruzione
Camille nacque il 19 maggio 1854 a Pont-à-Mousson, primo figlio di Jean Pierre Baptiste Cavallier (1816), un funzionario del settore dell'acqua e delle foreste, e di Marguerite Sophie Martin (1825), impiegata al servizio di Xavier Rogé (direttore della ferriera locale), a cui fu profondamente legato. Ebbe due fratelli: Sophie, suora borromeiana, ed Henri Louis.
Visse con la famiglia a Bois-le-Prêtre, a ovest del suo comune di nascita, e nell'ottobre del 1867 entrò al Collegio di Pont-à-Mousson. Ottenne un premio d'eccellenza al primo anno di studi e nel 1870 venne ammesso all'École Nationale des Arts et Métiers a Châlons-sur-Marne, che frequentò dall'ottobre del 1871.
Terminò gli studi nel luglio del 1874 ed entrò come tirocinante nella ferriera della Compagnia di Pont-à-Mousson, che comprendeva la fabbrica locale e la miniera di ferro di Marbache, che abbandonò a novembre. Da allora svolse il servizio militare a Versailles nel 1⁰ Régiment du Génie, fino all'anno successivo. Ritornò nella Compagnia di Pont-à-Mousson e vi rimase fino alla morte.

## Vita privata
Nel 1878 sposò Thérèse Julie Mangeot (1855-1933), con cui ebbe i figli Charles Georges (1879-1930) e Jeanne Marguerite François (1882).
Il figlio sposò Marie Thérèse Legris (1886-1956) nel 1906 ed ebbe i figli Charlotte Françoise (1910), Jacqueline (1915) e Pierre Claude (1918-1947; nonno paterno di Marie Cavallier).
La figlia sposò Marcel Paul (1879-1946) nel 1908 ed ebbe i figli Michel (1909-1964), Daniel (1910-1953), Micheline (1914-1968) e Francine Julienne (1917-2016).